# Massaker von Qyshk
Das Massaker von Qyshk (albanisch Masakra e Qyshkut; serbisch Масакр у Ћушкој Masakr u Ćuškoj) fand am 14. Mai 1999 während des Kosovokriegs bei der Ortschaft Qyshk statt.
Beim Massaker wurden mindestens 43 albanische Zivilisten getötet. Verdächtigt wurden Angehörige der serbischen Milizeinheit „Šakali“. Am 28. Dezember 2010 wurde im Zusammenhang in Montenegro ein mutmaßlicher serbischer Kriegsverbrecher festgenommen. In der Vorwoche war ein anderer Verdächtiger in Deutschland festgenommen worden.
Der Prozess gegen neun Angeklagte begann am 20. Dezember 2010 in Belgrad. Nach 15 Verdächtigten wird noch international gefahndet.